# Distrito de Singrauli
Singrauli (en hindi; सिंगरौली जिला) es un distrito de la India en el estado de Madhya Pradesh. Código ISO: IN.MP.SN.
Comprende una superficie de 5 672 km².
El centro administrativo es la ciudad de Singrauli.

## Demografía
Según censo 2011 contaba con una población total de 1 178 132 habitantes, de los cuales 563 247 eran mujeres y 614 885 varones.